# Sargentes de la Lora
Sargentes de la Lora község Spanyolországban, Burgos tartományban. Sargentes de la Lora Valle de Sedano, Tubilla del Agua, Basconcillos del Tozo, Valderredible, Valle de Valdelucio és Berzosilla községekkel határos. Lakosainak száma 133 fő (2024).

## Népesség
A település népessége az utóbbi években az alábbiak szerint változott:
| Lakosok száma | 168  | 196  | 169  | 151  | 144  | 134  | 118  | 117  | 115  | 133  |
|               | 2001 | 2004 | 2006 | 2009 | 2011 | 2014 | 2016 | 2019 | 2021 | 2024 |